# آرچی‌بالد هیل
آرچی‌بالد هیل(به انگلیسی: Archibald Vivian Hill) زیست‌شناس انگلیسی برنده جایزه نوبل فیزیولوژی و پزشکی در سال ۱۹۲۲ به خاطر تحقیقات در زمینه کار مکانیکی و تولید گرما در ماهیچه بود.